# باريس سي. دونينغ
باريس سي. دونينغ هو محامي وسياسي أمريكي، ولد في 15 مارس 1806 في غرينزبورو في الولايات المتحدة، وتوفي في 9 مايو 1884 في بلومنغتون في الولايات المتحدة. نشط حزبياً في الحزب الديمقراطي.

## مناصب
- انتخب حاكم إنديانا [الإنجليزية]‏ (27 ديسمبر 1848 – 5 ديسمبر 1849).
- انتخب عضو مجلس ولاية إنديانا ‏.
- انتخب عضو مجلس نواب إنديانا ‏.
- انتخب نائب حاكم إنديانا [الإنجليزية]‏.